# Savannah (Georgia)
Savannah – miasto w południowo-wschodniej części Stanów Zjednoczonych, w stanie Georgia. Położone nad rzeką Savannah, niedaleko jej ujścia do Atlantyku. Jest to piąte co do wielkości miasto i największy port morski stanu Georgia.

## Ludność
Według spisu w 2020 roku liczy 147,8 tys. mieszkańców, w tym 54,4% to osoby czarnoskóre lub Afroamerykanie, 38,1% to osoby białe, 2,9% było rasy mieszanej, 2,7% Azjaci i 0,2% to rdzenna ludność Ameryki. Latynosi stanowili 5,8% ludności miasta.
Obszar metropolitalny Savannah liczy ponad 400 tys. mieszkańców, jest trzecim co do wielkości w stanie Georgia i w latach 2010–2020 był to jeden z najszybciej rozrastających się obszarów metropolitalnych w Georgii.

## Gospodarka
W mieście rozwinął się przemysł papierniczy, spożywczy, chemiczny, drzewny, stoczniowy, środków transportu oraz rafineryjny.

## Historia
Założone w 1733. Dnia 12 lutego tego roku wylądowała tu grupa 121 osadników z angielskiego Gravesand. Od 1754 siedziba nowej kolonii, od 1777 oficjalna stolica jednej z trzynastu kolonii brytyjskich i w latach 1782–1785 stolica stanu.
Uchodzi za jedno z pierwszych planowo budowanych miast w Ameryce Północnej. Plan miasta tworzą poprzecznie przecinające się ulice i aleje obsadzone dębami i azaliami oraz 24 place miejskie.
W 1779 podczas oblężenia miasta w trakcie wojny o niepodległość zginął tu Kazimierz Pułaski.

## Zabytki i osobliwości
Miasto należy do najbardziej zabytkowych na południu USA. Ponad 1100 budynków posiada tutaj walory historyczne. Wiele z nich reprezentuje styl angielskiej regencji, a także lokalny styl kolonialny. Do ważnych zabytków należą:
- Fort Pułaski – zabytkowy fort w odległości kilku kilometrów od Savannah,
- Fort Jackson – zabytkowy fort,
- Davenport House (1821-1822), bogato zdobiony sztukateriami, obecnie muzeum,
- Herb House (Dom Ziołowy) z 1734 wraz z otaczającym go zespołem rezydencji,
- muzeum morskie przy River Street – głównej ulicy zabudowanej XIX-wiecznymi budynkami,
- Dom Piratów z 1754 – dawna gospoda dla marynarzy, uwieczniona w „Wyspie skarbów”, obecnie restauracja,
- most Eugena Talmadge’a łączący miasto ze stanem Karolina Południowa o długości 1840 metrów, zawieszony 41 metrów nad lustrem wody,
- pomnik Kazimierza Pułaskiego[4].

## Miasta partnerskie
- Batumi, Gruzja
- Patras, Grecja
- Jiujiang, Chińska Republika Ludowa
- Halle (Saale), Niemcy
- Kaya, Burkina Faso